# رایو پیرویا
رایو پیرویا (استونیایی: Raio Piiroja؛ زادهٔ ۱۱ ژوئیهٔ ۱۹۷۹) بازیکن فوتبال اهل استونی است.
از باشگاه‌هایی که در آن بازی کرده‌است می‌توان به باشگاه فوتبال وولرنگا، باشگاه فوتبال فردریکستاد، باشگاه فوتبال فلورا تالین و باشگاه فوتبال ویتس‌آرنهم اشاره کرد.
وی همچنین در تیم‌های ملی فوتبال استونی بازی کرده‌است.